# Amerika Haus (Köln)
Das Amerika Haus Köln war bis zu seiner Schließung 2007 als Amerika-Haus eine Kölner Einrichtung zur Pflege des Kulturaustauschs mit den USA, Mieter und Betreiber war der US Information Service USIS und zuletzt das US-Generalkonsulat. 2007 wurde mit dem Amerika Haus e.V. Nordrhein-Westfalen eine Nachfolgeorganisation in Form eines eingetragenen Vereins gegründet, dessen Geschäftsstelle sich seit 2008 in der nahgelegenen Apostelnstraße befindet. Infolge einer Satzungsänderung im Jahr 2021 änderte sich der Vereinsname in AmerikaHaus NRW e.V.

## Geschichte
Das Haus wurde 1955 auf dem Grundstück des ehemals dort residierenden Apostelgymnasiums, Apostelnkloster 13–15, gegenüber der Kirche St. Aposteln errichtet. Architekt war Rolf H. Schickmann; Bauherr und Eigentümer war die Stadt Köln. Das Gebäude wurde im Juni 1955 eröffnet. Es diente in der Nachkriegszeit vor allem der Reeducation und der Vermittlung von Informationen und Ideen der westlichen, vor allem der US-amerikanischen Kultur. Mieter und Betreiber war bis September 2007 die US Information Agency, die 1999 ins US-Außenministerium eingegliedert wurde.

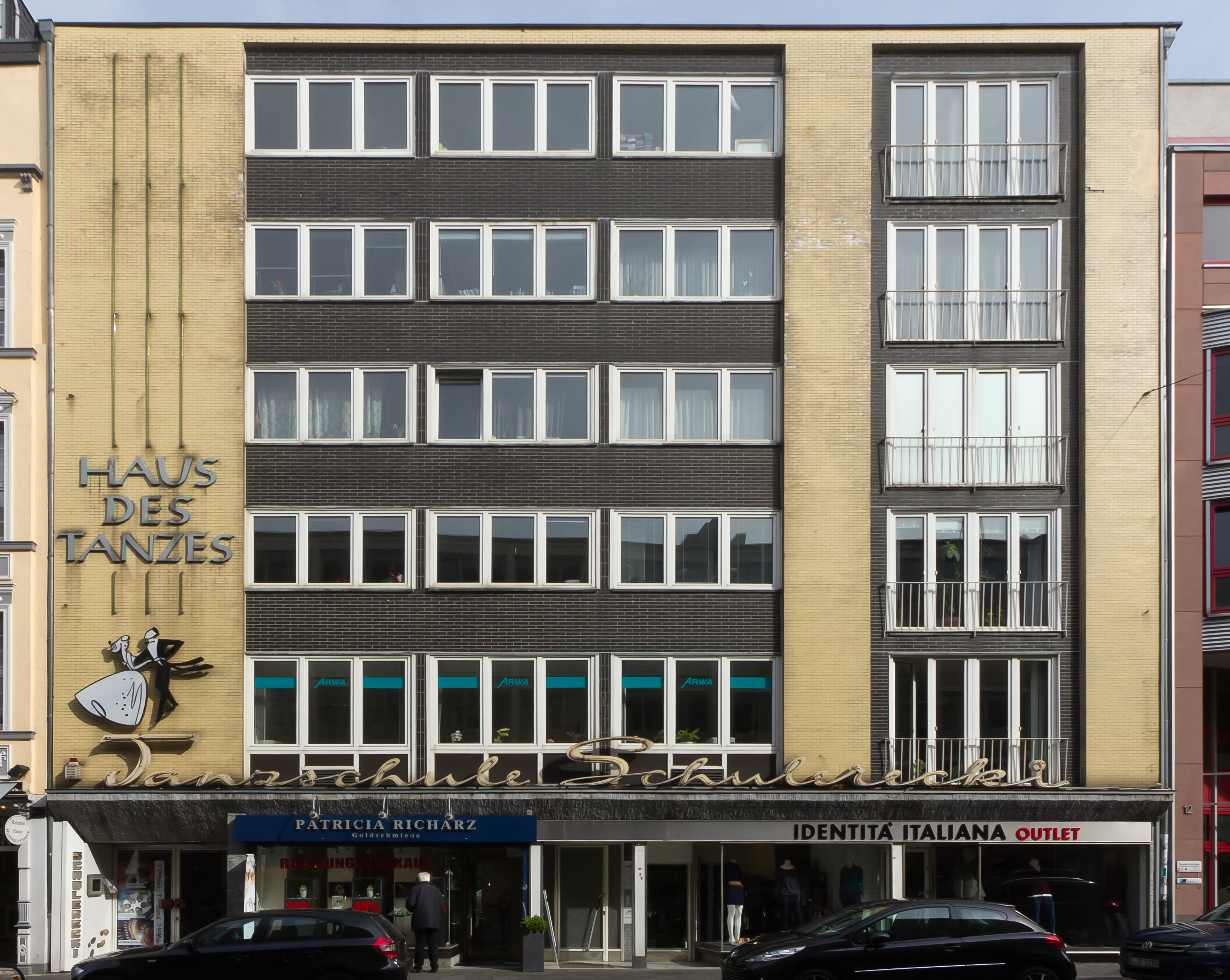
Apostelnstraße 14–18, der Sitz des Amerikahaus e.V., im März 2014

Das Kulturinstitut war mit seiner Präsenz- und Informationsbibliothek, seinem Vortrags- und Kinosaal und seiner Beratung zum Austausch mit den USA 52 Jahre lang eine der wichtigsten Kultureinrichtungen vor allem im Köln der 1950er- bis 1970er-Jahre. Mit dem Kölner Amerika Haus wurde im September 2007 das letzte deutsche dieser ursprünglich 57 weltweiten Amerikahäuser geschlossen. Wie bei den meisten anderen Amerika-Häusern in Deutschland konnte auch diese Einrichtung in anderer Form weitergeführt werden. So wurde in Köln 2007 als Trägerverein der Amerika Haus e.V. gegründet, der mit Hilfe von Mitgliedsbeiträgen, öffentlichen Zuwendungen und Spenden sowie veranstaltungsbezogenem Sponsoring die Arbeit in Köln, für die Region und für das Bundesland Nordrhein-Westfalen fortsetzt. Das Gebäude wurde von der Fritz Thyssen Stiftung übernommen, die dem Verein noch ein Jahr Räume im Haus zur Verfügung stellte.

## Heutige Aktivitäten
In Nachfolge des historischen Amerikahauses in Köln ist der AmerikaHaus NRW e. V. heute eine gemeinnützige, unabhängige Plattform, die sich für die deutsch-amerikanischen Beziehungen in ganz Nordrhein-Westfalen einsetzt. Im Zentrum seines Wirkens stehen Veranstaltungen an der Schnittstelle von Politik, Kultur, Wirtschaft und Bildung. Der Verein finanziert sich aus privaten und öffentlichen Quellen: Firmenmitglieder sind deutsche und amerikanische Firmen, darunter z. B. FORD und ALSCO. Hinzu kommen engagierte Einzelpersonen und Ehrenmitglieder. Öffentliche Zuwendungen erhält der Verein vom Auswärtigen Amt, der Staatskanzlei des Landes Nordrhein-Westfalen und den Städten Köln, Düsseldorf und Dortmund. In NRW tätige Vereine und Institutionen können zudem Assoziierte Mitglieder werden.
Vertreten wird der Verein von einem ehrenamtlichen Vorstand, der seit 2019 unter dem Vorsitz des ehemaligen NRW-Innenministers Ingo Wolf steht. Die Geschäfte führt ein hauptamtliches Team – seit Dezember 2022 unter der Leitung von Viktoria Harbecke.

## Belege
1. ↑  Uta Winterhager, Thomas Riehle: Amerika-Haus wird Thyssen-Stiftung, in Bauwelt, Ausgabe vom 28. Oktober 2011
2. ↑  AmerikaHaus NRW e.V.: Kontakt. Abgerufen am 18. Februar 2021.
3. ↑  Amerika Haus Köln 1955–2005 (Memento vom 9. Februar 2017 im Internet Archive). Köln 2005 (PDF, 3,1 MB, abgerufen am 18. Februar 2024).
4. ↑  AmerikaHaus NRW e.V.: Unterstützung. Abgerufen am 18. Februar 2024.
5. ↑  AmerikaHaus NRW e.V.: Über uns. Abgerufen am 18. Februar 2021.
6. ↑  AmerikaHaus NRW e.V.: Team AmerikaHaus NRW e.V. Abgerufen am 18. Februar 2024.
7. ↑  AmerikaHaus NRW e.V.: Wechsel in der Direktion des AmerikaHaus NRW e.V. Abgerufen am 18. Februar 2024.